# Diablo (película de 2015)
Diablo es una película de thriller psicológico y western canadiense-estadounidense de 2015 dirigida por Lawrence Roeck que también la produjo y coescribió. Está protagonizada por Scott Eastwood, Walton Goggins, Camilla Belle y Danny Glover. Fue la primera película de cowboys que Scott Eastwood protagonizó.

## Argumento
Un joven veterano de la guerra civil (Scott Eastwood) pierde su casa en un incendio y se ve obligado a iniciar un desesperado viaje para salvar a su esposa secuestrada (Camilla Belle). Es el año 1872, cuando Jackson, un exmiembro del ejército de la Unión General Sherman, se embarca en una odisea de rescate y venganza. En casi cada vuelta se encuentra con una misteriosa figura llamada Ezra (Walton Goggins) que se complace en atormentar a Jackson mientras alegremente asesina a los testigos de sus encuentros.
Pero las cosas no son lo que parecen. Se descubre que Jackson cometió un sinnúmero de atrocidades bajo el Comando de Sherman y en realidad puede que haya sufrido algún tipo de brote psicótico en el proceso. Lo que Jackson percibe y cree puede estar completamente desconectado de la realidad de lo que realmente está sucediendo alrededor de él.

## Reparto
- Scott Eastwood como Jackson.
- Walton Goggins como Ezra.
- Camilla Belle como Alexsandra.
- José Zúñiga como Guillermo.
- Danny Glover como Benjamin Carver.
- Nesta Cooper como Rebecca Carver.
- Adam Beach como Nakoma.
- Samuel Marty como Ishani.
- Joaquim de Almeida como Arturo.
- Tzi Ma como Quok Mi.
- Rohan Campbell como Robert.

## Estreno
La película se estrenó en el Festival de Cine de San Diego el 2 de octubre de 2015.

## Recepción de la crítica
La película fue ampliamente criticada por los críticos. En Rotten Tomatoes, la película tiene una calificación de 21%, basada en 19 comentarios, con una puntuación media de 3,7/10. En Metacritic, la película tiene una puntuación de 35 sobre 100, basado en 9 opiniones, indicando "por lo general opiniones desfavorables".[cita requerida]